# Coeliccia furcata
Coeliccia furcata – gatunek ważki z rodziny pióronogowatych (Platycnemididae).